# Бредене
Бредене (на нидерландски: Bredene) е селище в Северозападна Белгия, окръг Остенде на провинция Западна Фландрия. Населението му е около 15 100 души (2006).
Разположено е на брега на Северно море, на около 4 km източно от центъра на град Остенде. За разлика от повечето селища по белгийското крайбрежие е защитено от морето само чрез естествени дюни, а не с диги. През Бредене преминава най-стария участък на Бреговия трамвай, открит през 1885 година.
Старото селище Бредене Дорп се намира на 2 km от морския бряг. Южно от него, на северния бряг на канала „Брюге-Остенде“, се намира кварталът Сас Слейкенс, който преминава в промишлената зона на Остенде.
С развитието на туризма основната част от територията между Бредене Дорп и морето е застроена, като е образуван новият квартал Бредене Дойнен. Днес туризмът е основната икономическа дейност в Бредене, като през активния летен сезон населението му нараства двукратно. В Бредене има над 30 къмпинга, както и единственият нудистки плаж в Белгия.